# Francesco Merati
Francesco Merati (fl. XX secolo) è stato un calciatore italiano, di ruolo attaccante.

## Caratteristiche tecniche
Era un attaccante che spiccava per le proprie doti nel colpo di testa.

## Carriera
Dopo aver militato nel settore giovanile dell'Atalanta, esordisce in prima squadra nella stagione 1919-1920, totalizzando 10 presenze ed una rete (messa a segno il 12 ottobre 1919 contro la Pro Gorla Ausonia nella prima giornata di campionato) nel campionato di Prima Categoria, all'epoca massimo livello del campionato italiano di calcio.
Dopo questa prima stagione si trasferisce alla Trevigliese, squadra di seconda serie, salvo tornare successivamente all'Atalanta, con cui da quel momento giocherà unicamente nella squadra riserve fino a fine carriera, nel 1928.